# تپه سیاه ۰۷۳
تپه سیاه ۰۷۳ مربوط به دوران‌های تاریخی پس از اسلام است و در شهرستان شوشتر، روستای باسطیه واقع شده و این اثر در تاریخ ۵ آذر ۱۳۸۰ با شمارهٔ ثبت ۴۲۹۴ به‌عنوان یکی از آثار ملی ایران به ثبت رسیده است.